# Соната для фортепіано № 4 (Бетховен)

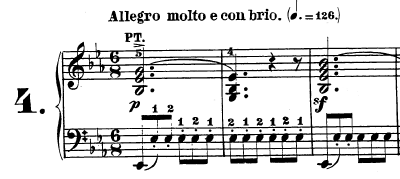
Початок сонати № 4

Соната для фортепіано № 4 op. 7, мі-бемоль мажор, Л. ван Бетховена, створена в 1796–1797 роках і присвячена графині Барбарі фон Кеглевік. Самим композитором названа Grande Sonate (фр. «Велика соната»). Соната іноді розглядається як перший великий твір Бетховена. Тривалість її звучання сягає 28 хвилин, щоправда, деякі пізніші сонати переважають цю сонату за розміром.
Складається з чотирьох частин:
1. Allegro molto e con brio
2. Largo, con gran espressione
3. Allegro
4. Rondo. Poco allegretto e grazioso